# Rally de Croacia de 2023
El Rally de Croacia de 2023, oficialmente Croatia Rally 2023, fue la cuadragésimo séptima edición y la cuarta ronda de la temporada 2023 del Campeonato Mundial de Rally. Se celebró del 20 al 23 de abril y contó con un itinerario de veinte tramos sobre asfalto que sumaron un total de 301,26 km cronometrados. Fue también la cuarta ronda de los campeonatos WRC-2 y WRC-3, mientras que fue la segunda del JWRC.
Días antes de la prueba y durante unos test el piloto de Hyundai Craig Breen sufrió un accidente donde perdió la vida. Su copiloto James Fulton salió ileso del
accidente. Tras esto se sucedieron diferentes homenajes como la retirada del dorsal 42 para el resto del año en el WRC, una decoración especial en honor a Breen en los Hyundai y la no participación de un tercer piloto en la marca surcoreana. Por su parte Toyota decidió que solo dos pilotos sumarán puntos para el mundial de constructores: Ogier y Rovanpera.
El ganador de la prueba fue el británico Elfyn Evans quien consiguió su primera victoria de la temporada y luego de 18 meses volvió a ganar tras la última conseguida en el Rally de Finlandia de 2021. Evans logró esta victoria tras luchar en la jornada del viernes contra el belgá, Thierry Neuville hasta que este tuvo un accidente en la úndecima especial dejando fuera de contención, dejándole vía libre a Evans para luchar por la victoria. La segunda posición fue a parar al estonio Ott Tänak quien intentó recortar la diferencia con Evans pero no pudo recortarla lo suficiente para disputarle la victoria. El último escalón del podio fue a para a manos del finés, Esapekka Lappi quien no pudo tener el ritmo para luchar por la victoria pero al no cometer errores le permitió conseguir su primer podio con el Hyundai Shell Mobis WRT.
En el WRC-2, el ganador de la prueba fue el francés Yohan Rossel quien en su segundo rally de la temporada logró su segunda victoria. Rossel se subió al liderato del rally en la primera especial de la prueba y no la abandonó hasta el final del evento, el único piloto que intento luchar con él fue Nikolay Gryazin quien logró recortarle la diferencia pero no pudo hacer más para amenazar la victoria. La tercera posición fue a parar a manos del finés Emil Lindholm quien sufrió de la rotura en la transmisión en la jornada del viernes, logrando recuperarse y terminar el rally en la tercera posición.
Al estar la lista de inscriptos compuesta mayoritariamente por los mismos participantes, los podios del WRC-3 y del JWRC fueron exactamente los mismos. El ganador de la prueba fue el irlandés Eamonn Kelly quien aprovecho el abandono del cómodo líder, Laurent Pellier y de los problemas del bélga Tom Rensonnet para encaramarse a la victoria, su primera mundialista. A pesar de los problemas de motor que le quitaron la victoria, Rensonnet pudo terminar en la segunda posición gracias a la gran ventaja de tiempo que tenía con el tercer clasificado, el español Roberto Blach Núñez.

## Lista de inscritos
| Num.                            | Piloto                   | Copiloto                 | Automóvil                | Equipo                           | Neu.                     |
| World Rally Championship        | World Rally Championship | World Rally Championship | World Rally Championship | World Rally Championship         | World Rally Championship |
| ------------------------------- | ------------------------ | ------------------------ | ------------------------ | -------------------------------- | ------------------------ |
| 4                               | Esapekka Lappi           | Janne Ferm               | Hyundai i20 N Rally1     | Hyundai Shell Mobis WRT          | P                        |
| 7                               | Pierre-Louis Loubet      | Nicolas Gilsoul          | Ford Puma Rally1         | M-Sport Ford WRT                 | P                        |
| 8                               | Ott Tänak                | Martin Järveoja          | Ford Puma Rally1         | M-Sport Ford WRT                 | P                        |
| 11                              | Thierry Neuville         | Martijn Wydaeghe         | Hyundai i20 N Rally1     | Hyundai Shell Mobis WRT          | P                        |
| 17                              | Sébastien Ogier          | Vincent Landais          | Toyota GR Yaris Rally1   | Toyota Gazoo Racing WRT          | P                        |
| 18                              | Takamoto Katsuta         | Aaron Johnston           | Toyota GR Yaris Rally1   | Toyota Gazoo Racing WRT          | P                        |
| 33                              | Elfyn Evans              | Scott Martin             | Toyota GR Yaris Rally1   | Toyota Gazoo Racing WRT          | P                        |
| 42                              | Craig Breen              | James Fulton             | Hyundai i20 N Rally1     | Hyundai Shell Mobis WRT          | P                        |
| 69                              | Kalle Rovanperä          | Jonne Halttunen          | Toyota GR Yaris Rally1   | Toyota Gazoo Racing WRT          | P                        |
| World Rally Championship 2      |                          |                          |                          |                                  |                          |
| 21                              | Yohan Rossel             | Arnaud Dunand            | Citroën C3 Rally2        | PH Sport                         | P                        |
| 22                              | Emil Lindholm            | Reeta Hämäläinen         | Škoda Fabia RS Rally2    | Toksport WRT                     | P                        |
| 23                              | Gus Greensmith           | Jonas Andersson          | Škoda Fabia RS Rally2    | Toksport WRT 2                   | P                        |
| 24                              | Nikolay Gryazin          | Konstantin Aleksandrov   | Škoda Fabia RS Rally2    | Toksport WRT 2                   | P                        |
| 25                              | Adrien Fourmaux          | Alexandre Coria          | Ford Fiesta Rally2       | M-Sport Ford WRT                 | P                        |
| 26                              | Sami Pajari              | Enni Mälkönen            | Škoda Fabia RS Rally2    | Toksport WRT                     | P                        |
| 27                              | Erik Cais                | Petr Těšínský            | Škoda Fabia RS Rally2    | Erik Cais                        | P                        |
| 28                              | Grégoire Munster         | Louis Louka              | Ford Fiesta Rally2       | Grégoire Munster                 | P                        |
| 29                              | Georg Linnamäe           | James Morgan             | Hyundai i20 N Rally2     | Georg Linnamäe                   | P                        |
| 30                              | Nicolas Ciamin           | Yannick Roche            | Volkswagen Polo GTI R5   | Nicolas Ciamin                   | P                        |
| 31                              | Josh McErlean            | John Rowan               | Hyundai i20 N Rally2     | Motorsport Ireland Rally Academy | P                        |
| 32                              | Armin Kremer             | Ella Kremer              | Škoda Fabia RS Rally2    | Armin Kremer                     | P                        |
| 34                              | Mauro Miele              | Luca Beltrame            | Škoda Fabia RS Rally2    | Mauro Miele                      | P                        |
| 35                              | Johannes Keferböck       | Ilka Minor               | Škoda Fabia Rally2 Evo   | Johannes Keferböck               | P                        |
| 36                              | Alejandro Cachón         | "Jandrín"                | Citroën C3 Rally2        | Alejandro Cachón                 | P                        |
| 37                              | Norbert Herczig          | Ramón Ferencz            | Škoda Fabia Rally2 Evo   | Norbert Herczig                  | P                        |
| 38                              | Patrick O'Brien          | Stephen O'Brien          | Hyundai i20 N Rally2     | Motorsport Ireland Rally Academy | P                        |
| 39                              | Henk Vossen              | Radboud van Hoek         | Škoda Fabia Rally2 Evo   | Henk Vossen                      | P                        |
| 40                              | Eamonn Boland            | "MJ"                     | Citroën C3 Rally2        | Eamonn Boland                    | P                        |
| World Rally Championship 3      |                          |                          |                          |                                  |                          |
| 41                              | William Creighton        | Liam Regan               | Ford Fiesta Rally3       | Motorsport Ireland Rally Academy | P                        |
| 44                              | Laurent Pellier          | Marine Pelamourgues      | Ford Fiesta Rally3       | Laurent Pellier                  | P                        |
| 47                              | Roberto Blach Núñez      | Mauro Barreiro           | Ford Fiesta Rally3       | Roberto Blach Núñez              | P                        |
| 48                              | Tom Rensonnet            | Loïc Dumont              | Ford Fiesta Rally3       | RACB National Team               | P                        |
| 49                              | Hamza Anwar              | Martin Brady             | Ford Fiesta Rally3       | Hamza Anwar                      | P                        |
| 50                              | Eamonn Kelly             | Conor Mohan              | Ford Fiesta Rally3       | Motorsport Ireland Rally Academy | P                        |
| 51                              | Filip Kohn               | Tomáš Střeska            | Ford Fiesta Rally3       | Filip Kohn                       | P                        |
| 52                              | Martin Ravenščak         | Dora Ravenščak           | Ford Fiesta Rally3       | Martin Ravenščak                 | P                        |
| Junior World Rally Championship |                          |                          |                          |                                  |                          |
| 41                              | William Creighton        | Liam Regan               | Ford Fiesta Rally3       | Motorsport Ireland Rally Academy | P                        |
| 44                              | Laurent Pellier          | Marine Pelamourgues      | Ford Fiesta Rally3       | Laurent Pellier                  | P                        |
| 45                              | Diego Dominguez Jr       | Rogelio Peñate           | Ford Fiesta Rally3       | Diego Dominguez Jr               | P                        |
| 46                              | Raúl Hernández           | Rodrigo Sanjuan          | Ford Fiesta Rally3       | Raúl Hernández                   | P                        |
| 47                              | Roberto Blach Núñez      | Mauro Barreiro           | Ford Fiesta Rally3       | Roberto Blach Núñez              | P                        |
| 48                              | Tom Rensonnet            | Loïc Dumont              | Ford Fiesta Rally3       | RACB National Team               | P                        |
| 49                              | Hamza Anwar              | Martin Brady             | Ford Fiesta Rally3       | Hamza Anwar                      | P                        |
| 50                              | Eamonn Kelly             | Conor Mohan              | Ford Fiesta Rally3       | Motorsport Ireland Rally Academy | P                        |
| Fuente: ewrc-results.com        |                          |                          |                          |                                  |                          |

## Itinerario
| Día                      | Tramo | Nombre                                   | Distancia | Ganador          | Automóvil              | Tiempo  | Líder de la general |
| ------------------------ | ----- | ---------------------------------------- | --------- | ---------------- | ---------------------- | ------- | ------------------- |
| Día 1 (20 de abril)      | -     | Okić (Shakedown)                         | 3.65 km   | Kalle Rovanperä  | Toyota GR Yaris Rally1 | 1:52.8  | -                   |
| Día 2 (21 de abril)      | SS1   | Mali Lipovec - Grdanjci 1                | 19.20 km  | Sébastien Ogier  | Toyota GR Yaris Rally1 | 11:57.7 | Sébastien Ogier     |
| Día 2 (21 de abril)      | SS2   | Stojdraga - Hartje 1                     | 25.67 km  | Thierry Neuville | Hyundai i20 N Rally1   | 15:18.1 | Thierry Neuville    |
| Día 2 (21 de abril)      | SS3   | Krašić - Vrškovac 1                      | 11.11 km  | Sébastien Ogier  | Toyota GR Yaris Rally1 | 5:30.8  | Thierry Neuville    |
| Día 2 (21 de abril)      | SS4   | Pećurkovo Brdo - Mrežnički Novaki 1      | 9.11 km   | Sébastien Ogier  | Toyota GR Yaris Rally1 | 4:48.2  | Thierry Neuville    |
| Día 2 (21 de abril)      | SS5   | Mali Lipovec - Grdanjci 2                | 19.20 km  | Sébastien Ogier  | Toyota GR Yaris Rally1 | 12:06.8 | Thierry Neuville    |
| Día 2 (21 de abril)      | SS6   | Stojdraga - Hartje 2                     | 25.67 km  | Esapekka Lappi   | Hyundai i20 N Rally1   | 15:33.3 | Thierry Neuville    |
| Día 2 (21 de abril)      | SS7   | Krašić - Vrškovac 2                      | 11.11 km  | Ott Tänak        | Ford Puma Rally1       | 5:29.1  | Thierry Neuville    |
| Día 2 (21 de abril)      | SS8   | Pećurkovo Brdo - Mrežnički Novaki 2      | 9.11 km   | Elfyn Evans      | Toyota GR Yaris Rally1 | 4:56.3  | Thierry Neuville    |
| Día 3 (22 de abril)      | SS9   | Kostanjevac - Petruš Vrh 1               | 23.76 km  | Kalle Rovanperä  | Toyota GR Yaris Rally1 | 12:43.6 | Thierry Neuville    |
| Día 3 (22 de abril)      | SS10  | Vinski Vrh - Duga Resa 1                 | 8.78 km   | Kalle Rovanperä  | Toyota GR Yaris Rally1 | 4:30.3  | Thierry Neuville    |
| Día 3 (22 de abril)      | SS11  | Ravna Gora - Skrad 1                     | 10.13 km  | Kalle Rovanperä  | Toyota GR Yaris Rally1 | 5:47.9  | Elfyn Evans         |
| Día 3 (22 de abril)      | SS12  | Platak 1                                 | 15.63 km  | Sébastien Ogier  | Toyota GR Yaris Rally1 | 8:22.9  | Elfyn Evans         |
| Día 3 (22 de abril)      | SS13  | Kostanjevac - Petruš Vrh 2               | 23.76 km  | Sébastien Ogier  | Toyota GR Yaris Rally1 | 12:55.0 | Elfyn Evans         |
| Día 3 (22 de abril)      | SS14  | Vinski Vrh - Duga Resa 2                 | 8.78 km   | Ott Tänak        | Ford Puma Rally1       | 4:32.2  | Elfyn Evans         |
| Día 3 (22 de abril)      | SS15  | Ravna Gora - Skrad 2                     | 10.13 km  | Kalle Rovanperä  | Toyota GR Yaris Rally1 | 5:50.6  | Elfyn Evans         |
| Día 3 (22 de abril)      | SS16  | Platak 2                                 | 15.63 km  | Sébastien Ogier  | Toyota GR Yaris Rally1 | 8:28.0  | Elfyn Evans         |
| Día 4 (23 de abril)      | SS17  | Trakošćan - Vrbno 1                      | 13.15 km  | Kalle Rovanperä  | Toyota GR Yaris Rally1 | 6:56.5  | Elfyn Evans         |
| Día 4 (23 de abril)      | SS18  | Zagorska Sela - Kumrovec 1               | 14.09 km  | Thierry Neuville | Hyundai i20 N Rally1   | 8:08.2  | Elfyn Evans         |
| Día 4 (23 de abril)      | SS19  | Trakošćan - Vrbno 2                      | 13.15 km  | Kalle Rovanperä  | Toyota GR Yaris Rally1 | 7:02.5  | Elfyn Evans         |
| Día 4 (23 de abril)      | SS20  | Zagorska Sela - Kumrovec 2 (Power Stage) | 14.09 km  | Thierry Neuville | Hyundai i20 N Rally1   | 8:06.4  | Elfyn Evans         |
| Fuente: ewrc-results.com |       |                                          |           |                  |                        |         |                     |

### Power stage
El power stage es un tramo de 14,09 km. Se otorgaronn puntos adicionales a los cinco más rápidos.
| Pos. | Piloto           | Copiloto         | Coche                  | Equipo                  | Tiempo | Puntos |
| ---- | ---------------- | ---------------- | ---------------------- | ----------------------- | ------ | ------ |
| 1    | Thierry Neuville | Martijn Wydaeghe | Hyundai i20 N Rally1   | Hyundai Shell Mobis WRT | 8:06.4 | 5      |
| 2    | Kalle Rovanperä  | Jonne Halttunen  | Toyota GR Yaris Rally1 | Toyota Gazoo Racing WRT | +1.0   | 4      |
| 3    | Sébastien Ogier  | Vincent Landais  | Toyota GR Yaris Rally1 | Toyota Gazoo Racing WRT | +4.4   | 3      |
| 4    | Takamoto Katsuta | Aaron Johnston   | Toyota GR Yaris Rally1 | Toyota Gazoo Racing WRT | +7.3   | 2      |
| 5    | Esapekka Lappi   | Janne Ferm       | Hyundai i20 N Rally1   | Hyundai Shell Mobis WRT | +8.6   | 1      |

## Clasificación final
| World Rally Championship        | World Rally Championship | World Rally Championship | World Rally Championship | World Rally Championship         | World Rally Championship | World Rally Championship | World Rally Championship |
| Pos.                            | Piloto                   | Copiloto                 | Automóvil                | Equipo                           | Neumático                | Tiempo                   | Puntos                   |
| ------------------------------- | ------------------------ | ------------------------ | ------------------------ | -------------------------------- | ------------------------ | ------------------------ | ------------------------ |
| 1                               | Elfyn Evans              | Scott Martin             | Toyota GR Yaris Rally1   | Toyota Gazoo Racing WRT          | P                        | 2:50:54.3                | 25                       |
| 2                               | Ott Tänak                | Martin Järveoja          | Ford Puma Rally1         | M-Sport Ford WRT                 | P                        | +27.0                    | 18                       |
| 3                               | Esapekka Lappi           | Janne Ferm               | Hyundai i20 N Rally1     | Hyundai Shell Mobis WRT          | P                        | +58.6                    | 15                       |
| 4                               | Kalle Rovanperä          | Jonne Halttunen          | Toyota GR Yaris Rally1   | Toyota Gazoo Racing WRT          | P                        | +1:18.3                  | 12                       |
| 5                               | Sébastien Ogier          | Vincent Landais          | Toyota GR Yaris Rally1   | Toyota Gazoo Racing WRT          | P                        | +1:28.0                  | 10                       |
| 6                               | Takamoto Katsuta         | Aaron Johnston           | Toyota GR Yaris Rally1   | Toyota Gazoo Racing WRT          | P                        | +2:22.5                  | 8                        |
| 7                               | Pierre-Louis Loubet      | Nicolas Gilsoul          | Ford Puma Rally1         | M-Sport Ford WRT                 | P                        | +4:22.6                  | 6                        |
| 8                               | Yohan Rossel             | Arnaud Dunand            | Citroën C3 Rally2        | PH Sport                         | P                        | +7:51.3                  | 4                        |
| 9                               | Nikolay Gryazin          | Konstantin Aleksandrov   | Škoda Fabia RS Rally2    | Toksport WRT 2                   | P                        | +8:07.4                  | 2                        |
| 10                              | Oliver Solberg           | Elliott Edmondson        | Škoda Fabia RS Rally2    | Oliver Solberg                   | P                        | +9:16.7                  | 1                        |
| World Rally Championship 2      |                          |                          |                          |                                  |                          |                          |                          |
| 1 (8.)                          | Yohan Rossel             | Arnaud Dunand            | Citroën C3 Rally2        | PH Sport                         | P                        | 2:58:45.6                | 25                       |
| 2 (9.)                          | Nikolay Gryazin          | Konstantin Aleksandrov   | Škoda Fabia RS Rally2    | Toksport WRT 2                   | P                        | +16.1                    | 18                       |
| 3 (11.)                         | Emil Lindholm            | Reeta Hämäläinen         | Škoda Fabia RS Rally2    | Toksport WRT                     | P                        | +1:27.5                  | 15                       |
| 4 (12.)                         | Adrien Fourmaux          | Alexandre Coria          | Ford Fiesta Rally2       | M-Sport Ford WRT                 | P                        | +2:18.5                  | 12                       |
| 5 (13.)                         | Sami Pajari              | Enni Mälkönen            | Škoda Fabia RS Rally2    | Toksport WRT                     | P                        | +2:26.6                  | 10                       |
| 6 (14.)                         | Gus Greensmith           | Jonas Andersson          | Škoda Fabia RS Rally2    | Toksport WRT 2                   | P                        | +5:12.4                  | 8                        |
| 7 (15.)                         | Armin Kremer             | Ella Kremer              | Škoda Fabia RS Rally2    | Armin Kremer                     | P                        | +11:24.2                 | 6                        |
| 8 (16.)                         | Norbert Herczig          | Ramón Ferencz            | Škoda Fabia Rally2 Evo   | Norbert Herczig                  | P                        | +13:19.5                 | 4                        |
| 9 (18.)                         | Johannes Keferböck       | Ilka Minor               | Škoda Fabia Rally2 Evo   | Johannes Keferböck               | P                        | +16:55.9                 | 2                        |
| 10 (19.)                        | Patrick O'Brien          | Stephen O'Brien          | Hyundai i20 N Rally2     | Motorsport Ireland Rally Academy | P                        | +17:15.8                 | 1                        |
| World Rally Championship 3      |                          |                          |                          |                                  |                          |                          |                          |
| 1 (20.)                         | Eamonn Kelly             | Conor Mohan              | Ford Fiesta Rally3       | Motorsport Ireland Rally Academy | P                        | 3:20:15.7                | 25                       |
| 2 (21.)                         | Tom Rensonnet            | Loïc Dumont              | Ford Fiesta Rally3       | RACB National Team               | P                        | +30.8                    | 18                       |
| 3 (35.)                         | Roberto Blach Núñez      | Mauro Barreiro           | Ford Fiesta Rally3       | Roberto Blach Núñez              | P                        | +36:56.2                 | 15                       |
| 4 (41.)                         | Hamza Anwar              | Martin Brady             | Ford Fiesta Rally3       | Hamza Anwar                      | P                        | +55:55.2                 | 12                       |
| 5 (45.)                         | William Creighton        | Liam Regan               | Ford Fiesta Rally3       | Motorsport Ireland Rally Academy | P                        | +1:12:01.7               | 10                       |
| 6 (46.)                         | Filip Kohn               | Tomáš Střeska            | Ford Fiesta Rally3       | Filip Kohn                       | P                        | +1:24:17.4               | 8                        |
| Junior World Rally Championship |                          |                          |                          |                                  |                          |                          |                          |
| 1 (20.)                         | Eamonn Kelly             | Conor Mohan              | Ford Fiesta Rally3       | Motorsport Ireland Rally Academy | P                        | 3:20:15.7                | 25                       |
| 2 (21.)                         | Tom Rensonnet            | Loïc Dumont              | Ford Fiesta Rally3       | RACB National Team               | P                        | +30.8                    | 18                       |
| 3 (35.)                         | Roberto Blach Núñez      | Mauro Barreiro           | Ford Fiesta Rally3       | Roberto Blach Núñez              | P                        | +36:56.2                 | 15                       |
| 4 (38.)                         | Diego Dominguez Jr       | Rogelio Peñate           | Ford Fiesta Rally3       | Diego Dominguez Jr               | P                        | +37:59.0                 | 12                       |
| 5 (41.)                         | Hamza Anwar              | Martin Brady             | Ford Fiesta Rally3       | Hamza Anwar                      | P                        | +55:55.2                 | 10                       |
| 6 (42.)                         | Raúl Hernández           | Rodrigo Sanjuan          | Ford Fiesta Rally3       | Raúl Hernández                   | P                        | +59:01.8                 | 8                        |
| 7 (45.)                         | William Creighton        | Liam Regan               | Ford Fiesta Rally3       | Motorsport Ireland Rally Academy | P                        | +1:12:01.7               | 6                        |
| Fuente: ewrc-results.com        |                          |                          |                          |                                  |                          |                          |                          |

## Clasificaciones tras el rally
| Posición | Piloto           | Puntos | Cambios de posición |
| -------- | ---------------- | ------ | ------------------- |
| 1        | Sébastien Ogier  | 69     | Sin cambios         |
| 2        | Elfyn Evans      | 69     | Crecimiento         |
| 3        | Kalle Rovanperä  | 68     | Sin cambios         |
| 4        | Ott Tänak        | 65     | Sin cambios         |
| 5        | Thierry Neuville | 58     | Decrecimiento       |

| Posición | Equipo                  | Puntos | Cambios de posición |
| -------- | ----------------------- | ------ | ------------------- |
| 1        | Toyota Gazoo Racing WRT | 161    | Sin cambios         |
| 2        | Hyundai Shell Mobis WRT | 132    | Sin cambios         |
| 3        | M-Sport Ford WRT        | 108    | Sin cambios         |